# Bâton fouisseur

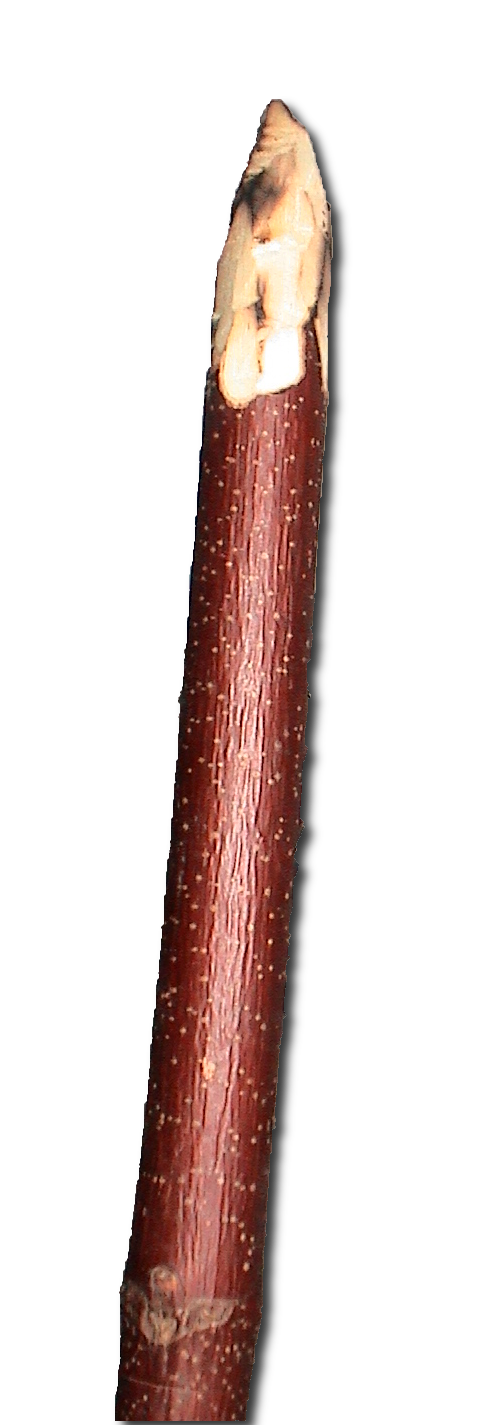
Bâton fouisseur.

Le bâton fouisseur ou bâton à fouir est un pieu plus ou moins long, plus ou moins lourd, dont se servent certains peuples pour creuser la terre afin d'en extraire les tubercules. 
Il peut également servir à ameublir le sol en vue de l'ensemencer. La houe et la bêche sont peut-être des adaptations du bâton fouisseur, destinés à un travail du sol plus efficace.